# Gare de Mailly-la-Ville
La gare de Mailly-la-Ville est une gare ferroviaire française de la ligne de Laroche-Migennes à Cosne. Elle est située sur le territoire de la commune de Mailly-la-Ville, dans le département de l'Yonne en région Bourgogne-Franche-Comté.

## Situation ferroviaire
Établie à 132 mètres d'altitude, la gare de Mailly-la-Ville est située au point kilométrique (PK) 200,419 de la Ligne de Laroche-Migennes à Cosne, à voie unique, entre les gares ouvertes de Cravant - Bazarnes (s'intercalent la gare fermée de Prégilbert et la halte fermée de Trucy-sur-Yonne) et de Châtel-Censoir (s'intercalent les haltes fermées de Mailly-le-Château et de Merry-sur-Yonne).

## Service des voyageurs

### Accueil
Halte SNCF, c'est un point d'arrêt non géré (PANG). Elle dispose d'un quai avec un abri.

### Desserte
Mailly-la-Ville est desservie par les trains TER Bourgogne-Franche-Comté qui effectuent des missions entre les gares de Paris-Bercy, ou de Laroche - Migennes, et d'Avallon où de Clamecy,.

Installations et desserte
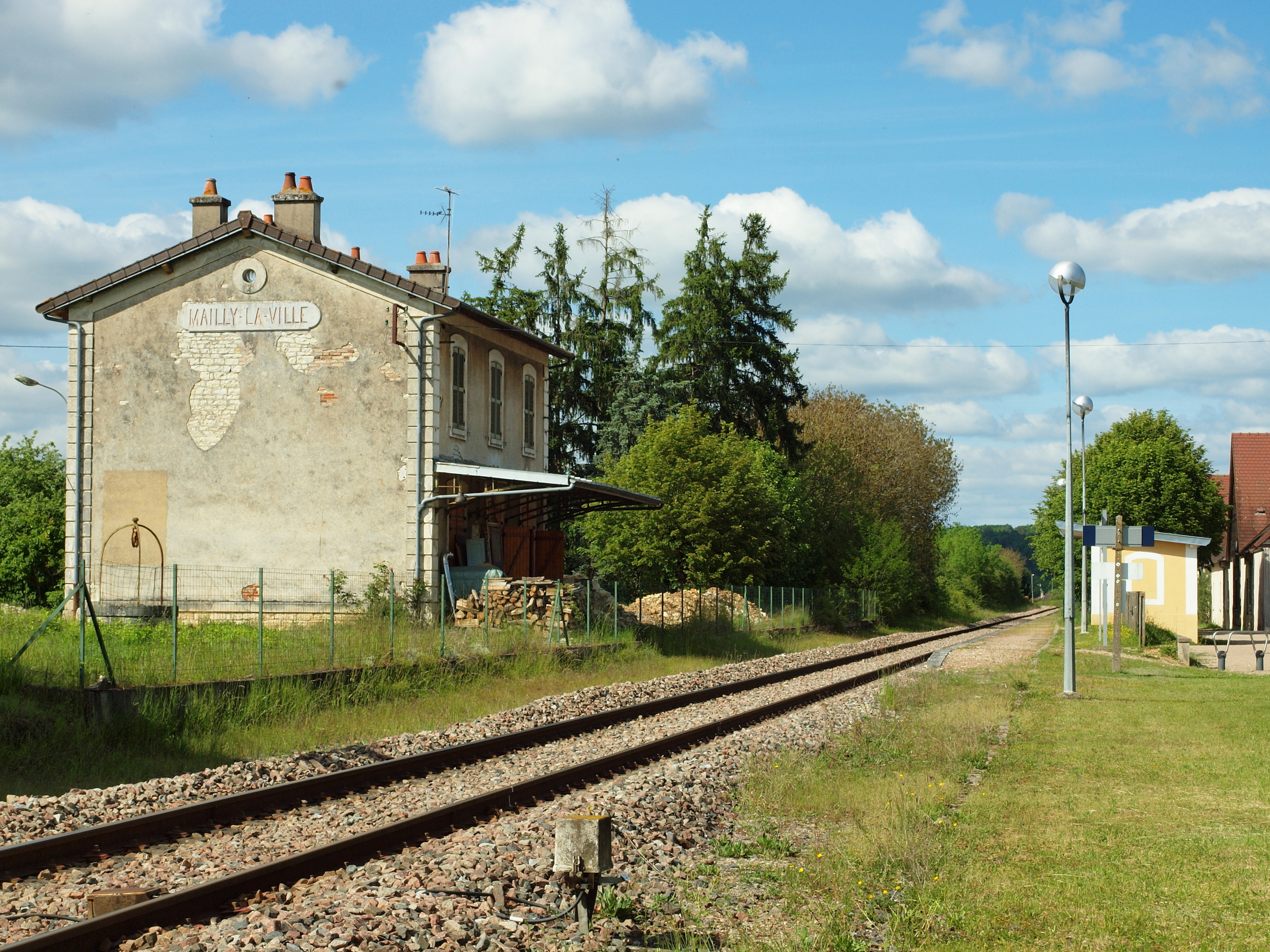
vue d'ensemble de la gare.
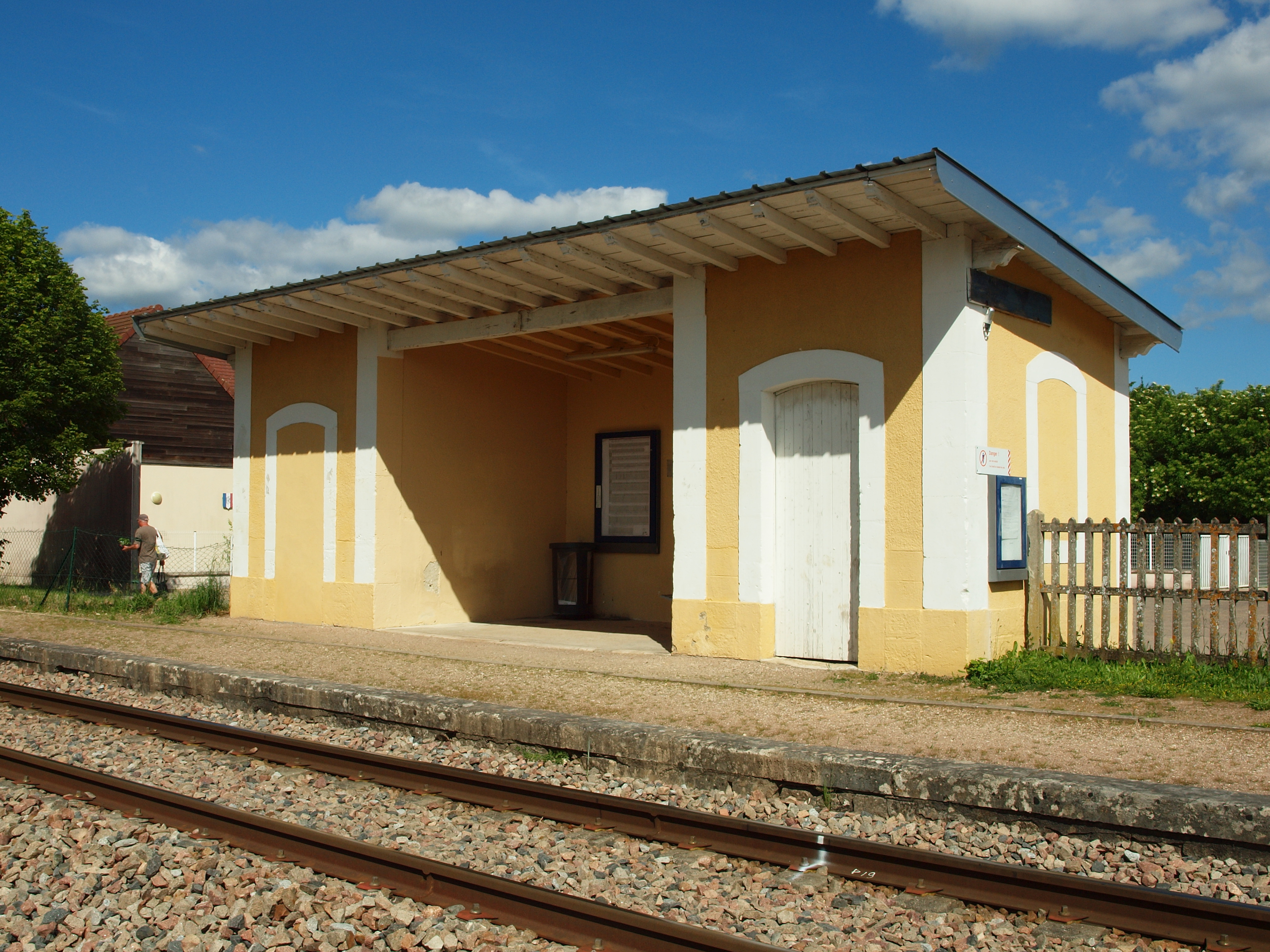
Abri de quai.
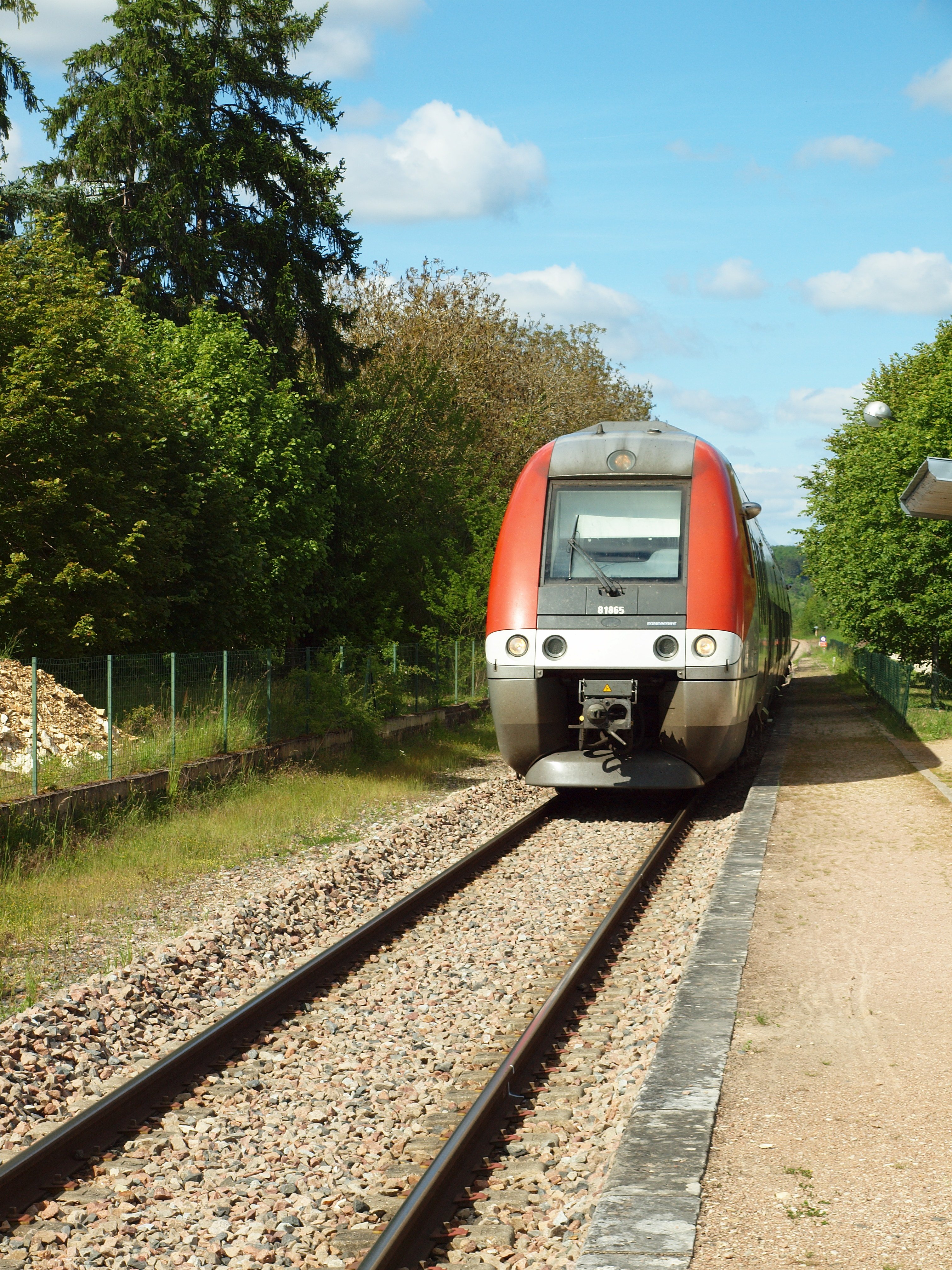
Desserte TER.

### Intermodalité
Un parking pour les véhicules y est aménagé.
La halte est également desservie par des cars TER.

## Patrimoine ferroviaire
L'ancien bâtiment du PLM, inutilisé pour le service, est toujours présent sur le site.